# 高橋江紀
高橋 江紀（たかはし こうき、1987年9月3日 - 2011年4月24日）は、埼玉県北葛飾郡吉川町（現：吉川市）出身のオートバイレーサー。GPライダーの高橋裕紀の弟。

## 経歴
1993年、6歳のときからポケバイに乗り始める。1997年にポケバイ全日本選手権を制し、翌1998年からミニバイクに転向、その後125ccのロードレース東日本選手権等を経て、2005年には世界デビューした兄裕紀の後釜としてダイドーMIUレーシングから全日本ロードレース選手権GP250クラスに参戦を開始した。デビュー戦の開幕戦MINEでいきなり優勝を果たし、年間ランキングでも青山周平、横江竜司に次ぐ3位に入る活躍を見せた。また、この年のロードレース世界選手権第12戦日本GP250ccクラスにワイルドカード枠で参戦し、グランプリデビューを果たした。しかし翌2006年は新型のホンダ・RS250Rへの順応に苦しみ、怪我による欠場も響いてシリーズ10位に終わった。
2007年からはST600クラスに活動の場を移した。2008年にはケーヒン・コハラ・レーシングに移籍。2010年はバーニングブラッドレーシングに移籍し、この年より新たに始まったJ-GP2クラスに、特徴的なダブルスイングアームを持つオリジナルマシン、RBB6で参戦し、年間ランキング4位を記録した。またこの年のロードレース世界選手権第14戦日本GPMoto2クラスにもRBB6を駆りワイルドカードで参戦、最下位34位ながら完走を果たした。
2011年シーズンは長年在籍したホンダ系チームを去り、カワサキ系のRS-ITOHチームに移籍、ZX-6Rを駆ってST600クラスに参戦を予定していた。しかし2011年4月23日に桶川スポーツランドで開催された東日本大震災のチャリティイベントに参加した帰り、知人宅に寄ったあと自宅に戻る途中の翌24日午前3時45分ごろ、埼玉県東松山市において乗用車を運転していた江紀は対向車線にはみ出してトラックと衝突、危篤状態に陥り約12時間後に息を引き取った。23歳没。

## 主なレース戦績

### 全日本ロードレース選手権
| シーズン | クラス | チーム                | バイク           | ポイント | シリーズ順位 |
| -------- | ------ | --------------------- | ---------------- | -------- | ------------ |
| 2004年   | GP125  | 桶川塾                | ホンダ・RS125R   | 0        | -            |
| 2005年   | GP250  | ダイドーMIUレーシング | ホンダ・RS250R   | 70       | 3位          |
| 2006年   | GP250  | ダイドーMIUレーシング | ホンダ・RS250R   | 28       | 10位         |
| 2007年   | ST600  | ダイドーMIUレーシング | ホンダ・CBR600RR | 17       | 18位         |
| 2008年   | ST600  | ケーヒンコハラRT      | ホンダ・CBR600RR | 29       | 10位         |
| 2009年   | ST600  | ケーヒンコハラRT      | ホンダ・CBR600RR | 27.3     | 12位         |
| 2010年   | J-GP2  | バーニングブラッドRT  | RBB6             | 76       | 4位          |

### ロードレース世界選手権
| シーズン | クラス | チーム                | バイク | 出走 | 優勝 | 表彰台 | PP | FL | ポイント | シリーズ順位 |
| -------- | ------ | --------------------- | ------ | ---- | ---- | ------ | -- | -- | -------- | ------------ |
| 2005年   | 250cc  | ダイドーMIUレーシング | ホンダ | 1    | 0    | 0      | 0  | 0  | 0        | -            |
| 2006年   | 250cc  | ダイドーMIUレーシング | ホンダ | 1    | 0    | 0      | 0  | 0  | 0        | -            |
| 2010年   | Moto2  | バーニングブラッドRT  | RBB    | 1    | 0    | 0      | 0  | 0  | 0        | -            |
| 合計     |        |                       |        | 3    | 0    | 0      | 0  | 0  | 0        |              |